# UDF 1971
UDF 1971은 에리다누스자리-화로자리 부근에 있는 허블 울트라 딥 필드를 구성하는 불규칙 은하이다.

## 같이 보기
- 은하 목록